# Бьянки, Пьетро (гимнаст)
Пьетро Бьянки (итал. Pietro Bianchi; 5 марта 1883, Милан — 1 июля 1965, Милан) — итальянский профессиональный гимнаст, чемпион летних Олимпийских игр 1912 и  1920 годов в командном первенстве (вторую олимпийскую медаль завоевал в возрасте 37 лет). На Олимпиаде 1912 года также занял 6-е место в индивидуальном первенстве.